# التراد
التراد (به آلمانی: Alterode) یک منطقهٔ مسکونی در آلمان است که در آرناشتاین، زاکسن-آنهالت واقع شده‌است.

## خصوصیات
التراد ۷٫۷۸ کیلومترمربع مساحت دارد ۲۲۸ متر بالاتر از سطح دریا واقع شده‌است.